# Gruppo amici velivoli storici
Il Gruppo amici velivoli storici, noto soprattutto con la sua sigla GAVS, è un'associazione di volontari italiana senza fine di lucro che lavora con i principali musei italiani e stranieri e con le industrie per una più efficace valorizzazione del patrimonio storico aeronautico italiano.

## La struttura dell'associazione
Fondato nel 1983, il GAVS si prefigge espressamente la conservazione ed il recupero di aerei d'epoca costruiti o impiegati in Italia. I membri volontari dell'associazione, sono suddivisi sul territorio italiano in varie sezioni, tra cui le principali di Roma, Torino, Vicenza, Lombardia, Genova, Trento, Reggio Emilia, Toscana e Friuli-Venezia Giulia. Dall'anno della sua fondazione l'associazione stampa una rivista trimestrale: Ali Antiche interamente dedicata alla conservazione ed al restauro degli aerei storici italiani. Il GAVS collabora con l'Aeronautica Militare e promuove iniziative storiche presso aeroclub, musei, privati ed ha per questo impegno ricevuto nell'anno 1992 il diploma d'onore della Fédération aéronautique internationale, organo dell'ONU.

## L'attività di restauro e recupero
L'attività di restauro di aerei d'epoca è un'operazione laboriosa e complessa, tanto che dei circa 30.000 aerei costruiti in Italia negli ultimi cento anni, sopravvivono poco più di un centinaio di velivoli storici, alcuni dei quali in condizioni precarie. Il GAVS ha curato o partecipato al restauro di numerosi velivoli tra cui:
- Agusta-Bell AB.204-B matricola MM80357, operazione eseguita dalla sezione di Vicenza[1];
- Ansaldo A.1 Balilla matricola A1-16553 appartenuto ad Antonio Locatelli, operazione eseguita dalla sezione di Torino[2];
- Ansaldo SVA 10 (esemplare unico al mondo) matricola SVA-12736 di Gabriele D'Annunzio, operazione eseguita dalla sezione di Torino[2] con tre campagne di interventi nel 1988, 1989 e 2012;
- Autogiro Bensen B-7M marche I-SART, operazione eseguita dalla sezione di Torino[2];
- AVIA FL.3 matricola MM56323, operazione eseguita dalla sezione di Torino[2];
- Blériot XI matricola BL-160, operazione eseguita dalla sezione di Roma;
- Canadair CL-13 Sabre matricola MM19724, operazione eseguita dalla sezione di Vicenza[3];
- Fiat C.R.32 nella sua versione costruita su licenza in Spagna, velivolo C1-328, operazione di trattamento e verniciatura eseguita dalla sezione di Roma;
- Fiat G46-4B matricola MM53409, operazione eseguita dalla sezione di Vicenza[4];
- Fiat G.55 (esemplare unico al mondo) completamento della ricostruzione e della modifica del velivolo matricola MM53265, operazione eseguita dalla sezione di Torino[5];
- IMAM Ro.41 (esemplare unico al mondo) ricostruzione tuttora in corso[6] eseguita dalla sezione di Roma[7] che opera in uno spazio concesso dall'Aeronautica Militare[8];
- Semiala sinistra di Macchi M.52 probabilmente del matricola MM80, operazione eseguita dalla sezione di Torino[2];
- Nardi FN.305 (esemplare unico al mondo e di proprietà dell'associazione) matricola MM52757, operazione eseguita dalla sezione di Roma;
- North American F-86K matricola MM54-1288, operazione tuttora in corso[6];
- North American T-6-H4M matricola MM53820, operazione tuttora in corso[6] eseguita dalla sezione di Torino[9];
- Piaggio P.136L-1 matricola MM80082, operazione tuttora in corso[6] eseguita dalla sezione di Torino[9];
- PR.2 Saltafossi, progettato da Ermenegildo Preti nel 1946, riportato in condizioni di volo, operazione eseguita dalla sezione Lombardia e terminata dal socio GAVS Giancarlo Zanardo[10];
- Sezione di coda del Reggiane Re.2005 matricola MM092351, operazione eseguita dalla sezione Lombardia;
- SPAD S.VII matricola S-153 appartenuto a Fulco Ruffo di Calabria, operazione eseguita dalla sezione di Roma;
- SPAD S.VII matricola S-2489 di Francesco Baracca e di Eduardo Alfredo Olivero, operazione eseguita dalla sezione di Torino[2][11] denominata Operazione Grifo;
- Stinson L-5 Sentinel serial number 42-99119 e matricola MM52882, operazione eseguita dalla sezione di Torino[2] denominata Operazione Sentinel;
- Supermarine Spitfire Mk IX matricola MM4084, completamento del restauro e verniciatura, operazione eseguita dalla sezione di Roma;

Di particolare rilevanza per il patrimonio storico aeronautico italiano è stato anche il recupero nel 1991 dell'unico esemplare esistente di Reggiane Re.2001 matricola MM08071 dallo specchio di mare antistante Capo Ferrato. Di fondamentale importanza nell'impresa è stato l'apporto del socio GAVS Giorgio Cao, mentre le sezioni di Torino e Roma hanno restaurato rispettivamente l'elica ed alcuni particolari interni del caccia.